# José Carlos Pessanha
José Carlos Pessanha, o Zé Carlos (Campos dos Goytacazes, 29 de abril de 1955), é um ex-futebolista brasileiro que atuava como goleiro.

## Carreira

### Goleiro
Zé Carlos jogou na segunda metade da década de 1970 no Botafogo. No alvinegro carioca, goleiro foi convocado para a Seleção Brasileira Sub-23 pela primeira vez em 1975, onde fez 9 partidas e sofreu 6 gols. Zé Carlos também ficou 709 minutos sem sofrer gols pelo Botafogo. É, até hoje, o segundo goleiro com maior tempo de invencibilidade no gol botafoguense, atrás apenas de Manga, 9 minutos a sua frente.
Em 1978, foi indicado como o melhor goleiro daquele ano para o Troféu da revista Manchete Esportiva.
Foi convocado para a Seleção Brasileira de 1975 que participou os Jogos Pan Americanos da Cidade do México. No ano seguinte, participou dos Jogos Olímpicos em Montreal.
Zé Carlos sofreu um acidente automobilístico em 1979, que causou uma fratura em cada uma das pernas e que o fez parar por dois anos.
Ao regressar, defendeu o America-RJ e o Rio Branco do Espírito Santo.
Após boa passagem pelo Colorado, encerrou a carreira aos 32 anos pelo 9 de Julho de Cornélio Procópio.

### Fora dos campos
Começou como preparador de goleiros no Atlético-PR e defendeu, ainda, no Paraná, o Coritiba. Em São Paulo, passou pelo Ituano e União São João de Araras, equipe em que iniciou o trabalho de recuperação do goleiro Velloso.
Em 1995, foi convidado pelo treinador Carbone a trabalhar nos Emirados Árabes e desde então, não voltou ao Brasil. Atualmente, trabalha em Dubai, no Al-Sharj.